# Volley Gonzaga Mailand
Volley Gonzaga Mailand ist ein italienischer Volleyballverein aus Mailand, dessen Männermannschaft von 1976 bis 1995 in der italienischen Serie A1 spielte.
Volley Gonzaga Mailand wurde 1974  gegründet. Die Männer gehörten nach dem Aufstieg 1976 in die Serie A1 unter den Sponsornamen Polenghi, Casio, Enermix, Mediolanum und Misura zu den Spitzenmannschaften Italiens. Höhepunkte auf internationaler Ebene waren der Sieg im CEV-Pokal 1987, der Gewinn der Klubweltmeisterschaft 1990 und 1992 sowie der Gewinn des Europapokals der Pokalsieger 1993. 1995 wurde die Mannschaft aus wirtschaftlichen Gründen zurückgezogen. Heute konzentriert sich Volley Gonzaga auf die Jugendarbeit.